# Pomník Antonína Švehly v Kuklenách
Pomník Antonína Švehly v Kuklenách je bronzové poprsí československého předsedy vlády v letech 1922–1926 a 1926–1929 Antonína Švehly. Byl odhalen 29. června 1936 před Rolnickou školou, dnešní Střední odbornou školou veterinární.
Jde o dílo akademického sochaře Josefa Bílka z Hořic.

## Popis pomníku
Pomník se nachází v parkovém průčelí před Střední odbornou školou veterinární. Poprsí je umístěno na kamenném podstavci ve tvaru kvádru, na němž je nápis: „ANTONÍN ŠVEHLA 1873–1933“.

## Historie
Dílo vzniklo z podnětu delegáta zemědělské rady Jaroslava Srdínka při jubilejních slavnostech v roce 1934.
Aktu odhalení byla přítomna řada vynikajících osobností: mimo slavnostního řečníka ministra zemědělství Josefa Zadiny to byl ministr vnitra Josef Černý, zemský prezident Josef Sobotka, členové Národního shromáždění Jindřich Žilka, Václav Pozdílek, Václav Sehnal, Rudolf Chalupa, bývalá senátorka Anna Chlebounová, členové zemského zastupitelstva Josef Hakl a Josef Voženílek, ministerský rada Pompe, okresní hejtman Jindřich Wolf, velitel II. armádního sboru generál Josef Váňa, velitel 4. divize generál Karel Kutlvašr, generální ředitel Škodových závodů Karel Loevenstein, zástupci měst Hradce Králové, Pražského Předměstí, Kuklen a Třebechovic pod Orebem, četní funkcionáři okresní a krajské organizace republikánské strany v čele s předsedou Františkem Šarounem a mnozí další.
Před 9.00 hod. se na sokolském cvičišti seřadil průvod, v jehož čele jela celou Masarykovou třídou až k pomníku královéhradecká a nechanická Selská jízda. Poté, co všichni dorazili k pomníku, zapěl Pěvecký spolek Vlastimil Bendlův sbor „Svoji k svému“. Po úvodním slovu Jaroslava Srdínky se ujal slavnostního projevu ministr Josef Zadina. Po odhalení pomníku zapěl Vlastimil Smetanův sbor „Sláva Tobě“. Předseda Srdínko poté poděkoval za vřelá slova ministru Zadinovi. Za město Kukleny promluvil starosta Tomášek, který řekl mj. toto: „Jsme rádi, že v našem průmyslovém městě stavíme pomník selskému vůdci. Vzdáváme hold památce muže velkého. Přejímajíce pomník v opatrování, slibujeme, že občanstvo bude jej míti vždy ve vážnosti. Odkazem Antonína Švehly musíme se všickni řídit, v jeho duchu pracovati a zajišťovati spokojenost celé republiky a všeho lidu československého.“ Za Spolek absolventů hospodářských škol promluvil V. Charbuský z Břízy a za Republikánský dorost Vojtěch Skvrna z Čistěvsi. V závěru dostal slovo zemský inspektor Michálek. Slavnost byla ukončena státními hymnami. Odpoledne po slavnosti byla prohlídka školní budovy a v 20.00 hod. věneček v sálu hotelu „Na Rychtě“.

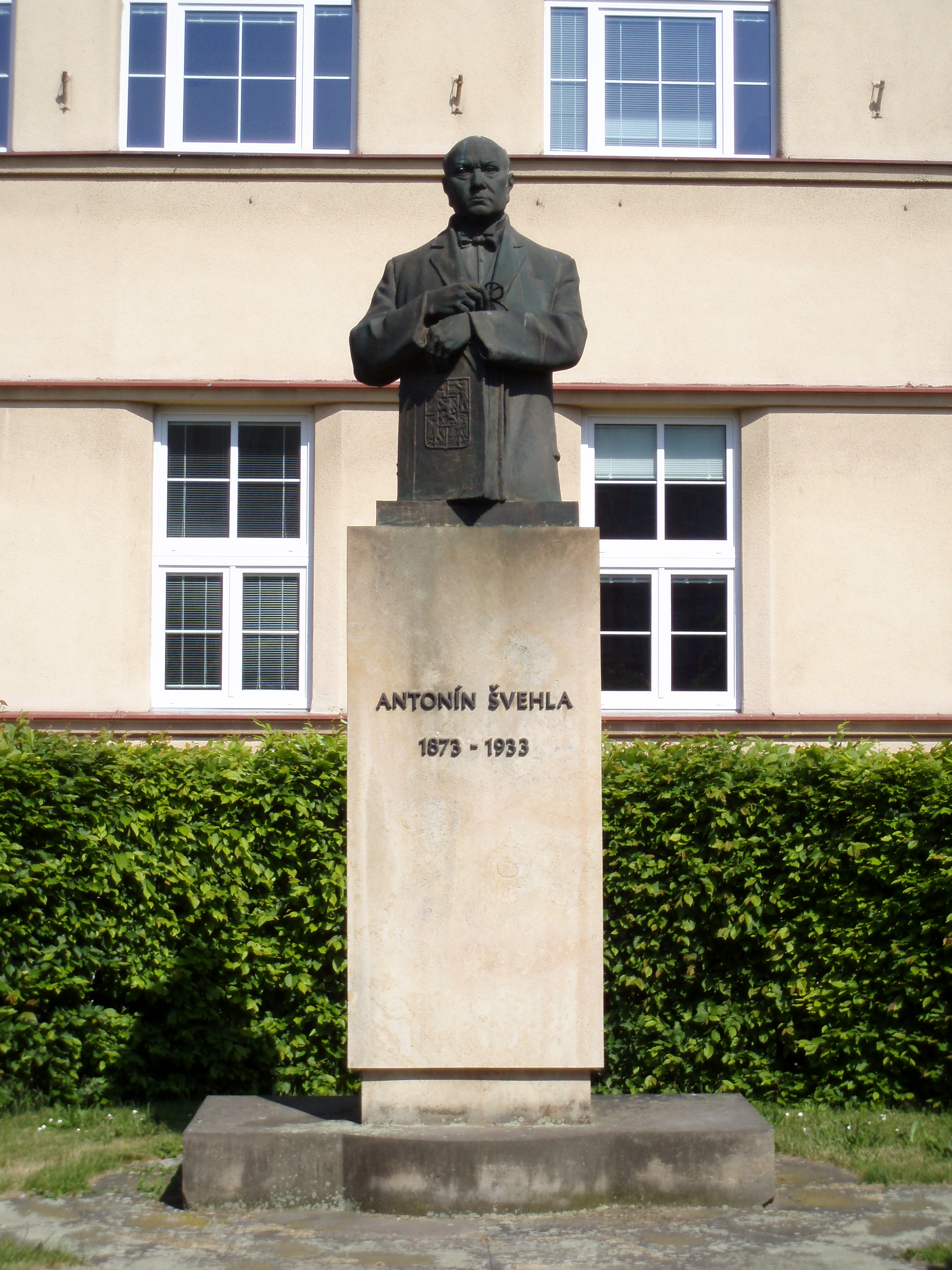
Celkový pohled na pomník

Pomník přežil německou okupaci, ale nástup komunistického režimu ne, protože 6. prosince 1948 byl stržen jako „symbol poroby českého lidu“ a teprve 26. října 1991 byl znovu instalován. Poté se u něj určitou dobu konaly pravidelné vzpomínkové akce, z nichž jmenujme např. tu ze 14. dubna 1994, kterou uspořádal Svaz vlastníků půdy a soukromých rolníků spolu se Střední zemědělskou školou.